# Gisela Steinhauer

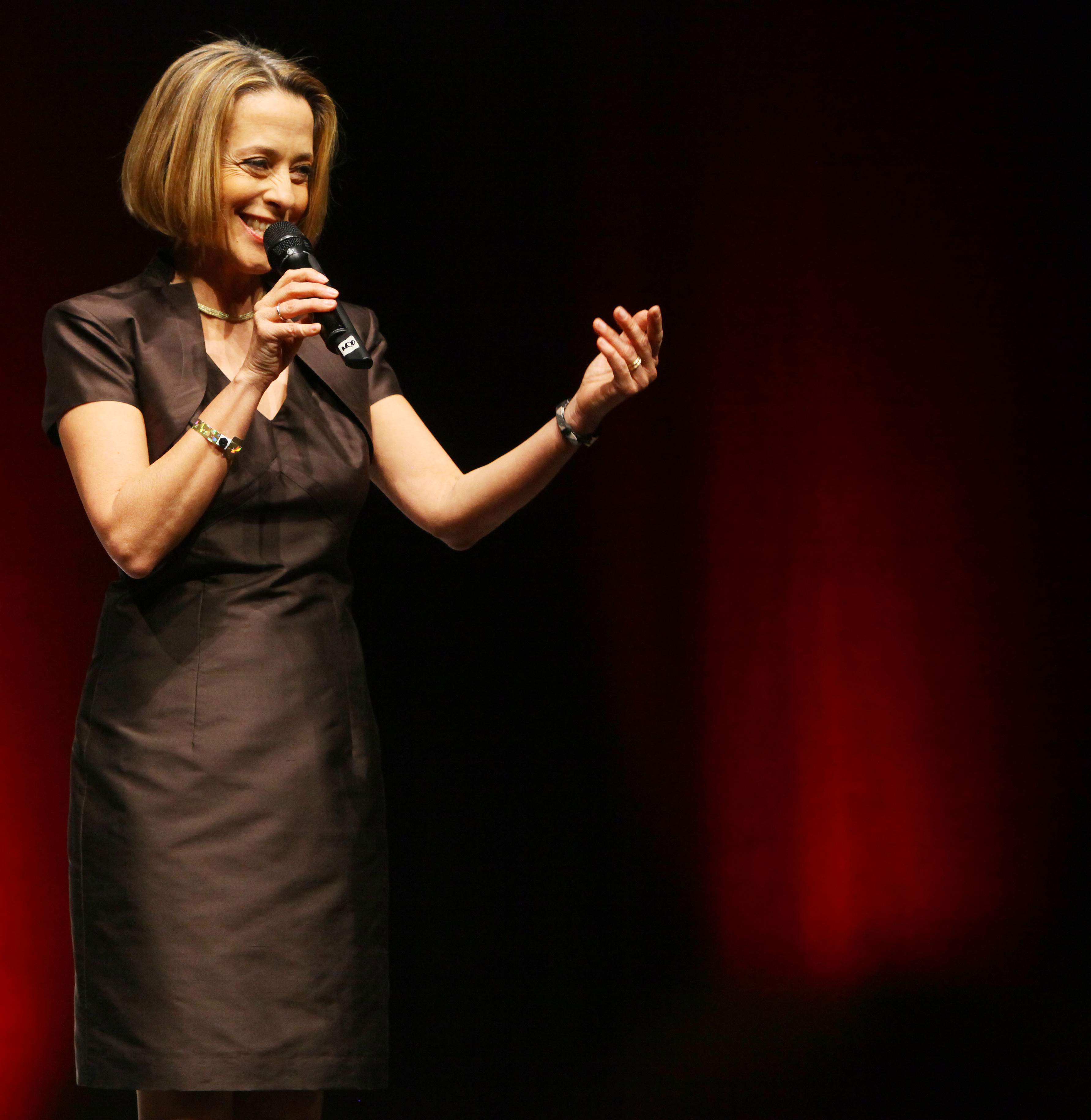
Moderatorin Gisela Steinhauer (2014)

Gisela Steinhauer (* 1960 in Aachen, Nordrhein-Westfalen) ist eine deutsche Moderatorin für Rundfunk und Veranstaltungen sowie freie Journalistin und Buchautorin.

## Leben
Steinhauer studierte Germanistik, Publizistik und Theologie an den Universitäten in Aachen, Münster und Exeter.
Für den Belgischen Rundfunk (BRF) war sie als Reporterin und Moderatorin tätig und bereiste als Redakteurin für MISSIO Afrika, Asien und Ozeanien. Ab 1995 moderierte Steinhauer bei WDR 2 die Sendungen Mittagsmagazin und den Montalk, welche inzwischen in anderem Format neu aufgelegt oder eingestellt worden sind. Sie gehörte außerdem zum Moderatorenteam des Radiofeuilletons im Deutschlandradio Kultur. Aktuell moderiert sie ihre eigene Sendung Sonntagsfragen bei WDR 2 (seit 2008) und führt durch die Sendungen Tischgespräch bei WDR 5 sowie Im Gespräch im Deutschlandfunk Kultur.
Darüber hinaus arbeitet Gisela Steinhauer als Moderatorin von Talks, Kongressen, Galas und Podiumsdiskussionen für Wirtschaftsunternehmen, Verbände und Ministerien.

## Auszeichnungen
- 1992: Kurt-Magnus-Preis für überdurchschnittliche Leistungen im Hörfunkjournalismus
- 2002: RADIOJournal-Rundfunkpreis in der Kategorie „Interessanteste Gesprächsführung“ für ihre herausragende Gesprächsführung der Sendung „HörenSagen – Im Gespräch“.[1]
- 2012: Deutscher Radiopreis in der Kategorie „Bestes Interview“ für die Sendung „WDR 2 Sonntagsfragen“ vom 20. Mai 2012[2]
- 2020: „Presse-Ente“ für hervorragende journalistische Arbeit (vergeben vom Bezirksverein Aachener Presse im Deutschen Journalisten-Verband)[3]

## Hörspiele  (Auswahl)
- 2009: Siggi Huch: Bitterer Ernst, Regie: Burkhard Ax

## Veröffentlichungen
- Der schräge Vogel fängt mehr als den Wurm: Von Menschen mit Mut zum Neuanfang. Westend Verlag, Frankfurt 2021, ISBN 978-3-86489-335-3.